# Casarrubios del Monte
Casarrubios del Monte es un municipio y localidad española de la provincia de Toledo, en la comunidad autónoma de Castilla-La Mancha. El término municipal tiene una población de 7098 habitantes (INE 2024).

## Toponimia
La localidad aparece nombrada por primera vez en 1207 con el nombre de "Casar Rubeus", que significa "caserío rojo". Según el periodista Luis Moreno Nieto, el nombre derivaría de las casas de dos hermanos que, por el color rojo de su pelo, eran conocidas en la comarca como las "Casas de los Rubios", pero esta explicación no casa con la primera forma registrada del topónimo. El añadido "del Monte" se debería a la espesura de matorral y encina que existía antiguamente.[cita requerida]

## Geografía
El municipio se encuentra situado en la comarca de La Sagra y linda con las poblaciones de Navalcarnero, Villamanta, El Álamo y Batres, en la comunidad de Madrid, y Carranque, El Viso de San Juan, Chozas de Canales, Camarena, Las Ventas de Retamosa, La Torre de Esteban Hambrán, Méntrida y Valmojado, en la provincia de Toledo. En el término se encuentra el aeródromo de Casarrubios del Monte, un aeródromo privado.

## Historia

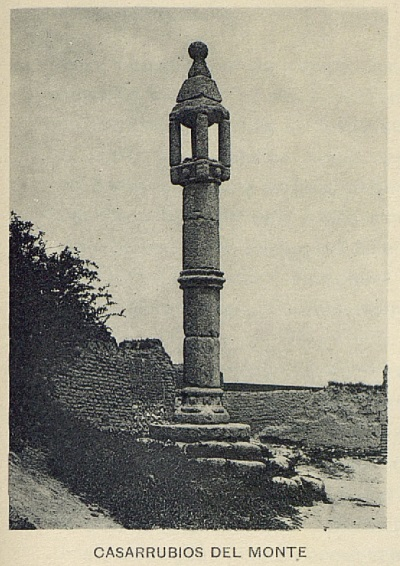
Rollo de justicia de Casarrubios

Tras la reconquista de la comarca por parte de Alfonso VI, la zona fue repoblada, y en algún momento indeterminado se fundó esta localidad como parte de la Comunidad de Villa y Tierra de Segovia, que acabaría por convertirse en cabeza del Sexmo de Casarrubios. Como ya se mencionó, su nombre aparece por primera vez en un documento de 1207. Hacia 1331, el rey Alfonso XI la segregó de Segovia para entregársela al infante Alfonso de la Cerda.
En el siglo XIV, la villa era propiedad de Alfonso Fernández Coronel, pero se la arrebató Pedro I para entregársela en señorío a Diego Gómez de Toledo, capitán de los escuderos del rey. La villa pasaría después por la propiedad sucesiva de varios otros personajes ligados a la monarquía castellana, hasta que en 1484 Gonzalo Chacón, comendador de Montiel y privado de la reina Isabel, fundó un mayorazgo en el que quedó incluido el señorío de Casarrubios, junto con Villamanta, Valmojado y El Álamo.
El 22 de septiembre de 1468 llegaron a esta localidad el rey Enrique IV y su medio hermana Isabel. Allí, a lo largo de varios días, ambos descansaron y ultimaron lo que acababan de pactar en Guisando, para cerrar de una vez la guerra civil que los había enfrentado. Desde Casarrubios, el rey envió varias misivas a los nobles del reino: a unos, ordenándoles que se reintegrasen a su obediencia; y a todos, para que reconocieran por heredera del reino a Isabel, la futura Reina Católica.
Hasta finales del siglo XVIII, pertenecieron a la jurisdicción señorial de Casarrubios los lugares de Valmojado, Las Ventas de Retamosa, y El Álamo.
Antonio Ponz, en su viaje de España que realiza a finales del siglo XVIII, comenta lo siguiente: «Casarrubios se reduce hoy a cuatrocientos vecinos, de doblado número que tenía, según relación de los viejos, que dicen haberlo conocido; por consiguiente, de doscientos pares de labor que había, han quedado en ciento. Hay en la villa cuatro iglesias, y son: Santa María, San Andrés, la de los Agustinos y la de las monjas Bernardas.».
Actualmente Casarrubios del Monte tiene una urbanización que comparte con Navalcarnero, por la zona limítrofe del mismo entre Castilla-La Mancha y la Comunidad de Madrid. Su nombre es Calypo-Fado.

## Administración
| Periodo   | Nombre                                                    | Partido   |
| --------- | --------------------------------------------------------- | --------- |
| 1979-1983 | Luis Mayoral Serrano                                      | UCD       |
| 1983-1987 | José Antonio García López                                 | AP/PDP/UL |
| 1987-1991 | José Arroyo García                                        | PSOE      |
| 1991-1995 | José Arroyo García                                        | PSOE      |
| 1995-1999 | José Arroyo García (11/03/1997) Gabriel Pasero Arroyo     | PSOE IU   |
| 1999-2003 | José Arroyo García                                        | PSOE      |
| 2003-2007 | María Teresa Paz Zarzuelo                                 | PSOE      |
| 2007-2011 | María Noemí López García (2008) María Teresa Paz Zarzuelo | PP PSOE   |
| 2011-2015 | María Teresa Paz Zarzuelo                                 | PSOE      |
| 2015-2019 | Jesús Mayoral Pérez                                       | PSOE      |
| 2019-2023 | Jesús Mayoral Pérez                                       | PSOE      |
| 2023-act. | Jesús Mayoral Pérez                                       | PSOE      |

## Demografía
Cuenta con una población de 7098 habitantes (INE 2024).
| Gráfica de evolución demográfica de Casarrubios del Monte entre 1842 y 2021                                           |
| |
| Población de derecho según los censos de población del INE. Población de hecho según los censos de población del INE. |

## Patrimonio
- Iglesia de la Natividad de Nuestra Señora: conocida como iglesia de Santa María, bendecida en 1564 aunque su conclusión debió de ser algo posterior, ya en el siglo XVII y de estilo herreriano. En su interior alberga pinturas de interés, como una tabla gótica de la Virgen de la Rosa, los lienzos de la Natividad de la Virgen del toledano Antón Pizarro, La Anunciación del aragonés Jusepe Leonardo así como un cuadro de grandes dimensiones del Martirio de San Andrés, procedente del retablo mayor de la desaparecida iglesia de San Andrés, obra de Francisco Ignacio Ruiz de la Iglesia, pintor de la escuela madrileña, que lo realizó a partir de un boceto que dejó sin acabar Sebastián Muñoz, otro destacado miembro de la escuela madrileña y nacido probablemente en Casarrubios, que fue discípulo y compañero de Claudio Coello.
- Ruinas de la iglesia de San Andrés: su origen se remonta al siglo XIV y su destrucción se debió a un incendio provocado por un rayo en 1825.
- Monasterio cisterciense de Santa Cruz: destaca su iglesia del siglo XVII, original de su fundación.
- Ermita de Nuestra Señora de la Salud.
- Castillo: se estima que su origen es de la primera mitad del siglo XIV[cita requerida] y está construido en estilo mudéjar (único en la provincia de Toledo).
- Palacio: originario del siglo XV conserva una portada de esa época.
- Picota: es del siglo XV en estilo gótico tardío.

## Fiestas y tradiciones
- Primer domingo de mayo: Virgen de la Salud.
- Segundo domingo de mayo: Santísimo Cristo de la Humildad.
- 15 de mayo: San Isidro.
- 15 de junio: San Juan Fiestas Urbanización Calypo-Fado.
- 25 de julio: Santiago
- Semana previa al 13 de septiembre: Semana cultural.
- 13 de septiembre: Nuestra Señora de Gracia.
- Encierros nocturnos y diurnos durante las fiestas